# منح (عمان)
شهر منح  (به عربی: منح) در الداخلیه در کشور عمان واقع شده‌است. جمعیت این شهر ۱۲٫۵۶۸ نفر است.